# Franz Schmitt (Ringer)
Franz Schmitt (* 5. September 1937 in Aschaffenburg) ist ein ehemaliger deutscher Ringer.

## Werdegang
Franz Schmitt wuchs in Aschaffenburg auf und begann dort bei Philipp Büttner mit dem Ringen. Er erlernte den Beruf eines Werkzeugmachers. Als Ringer zeigte er auf regionaler Ebene schon bald gute Leistungen. Im Jahr 1955 wurde er als 18-Jähriger, für den SV „Einigkeit“ Aschaffenburg-Damm startend, zum ersten Mal deutscher Juniorenmeister im griechisch-römischen Stil im Federgewicht vor Friedel Krug aus Dortmund und Werner Seger aus Freiburg-St. Georgen, einem älteren Bruder des späteren Weltmeisters Adolf Seger. Erstmals deutscher Meister bei den Senioren wurde Franz Schmitt 1957 im Federgewicht im griechisch-römischen Stil. Diesen Titelgewinn wiederholte er 1958. Später wuchs Franz in das Leichtgewicht hinein und errang in dieser Gewichtsklasse noch mehrere deutsche Meistertitel. Seine härtesten Konkurrenten waren dabei Edmund Seger, ein weiterer Bruder von Adolf Seger, Gottlieb Neumair, Klaus Rost und Manfred Schöndorfer.
Sein Debüt bei internationalen Meisterschaften gab Franz bei den Weltmeisterschaften im griechisch-römischen Stil 1958 in Budapest. Im Federgewicht gewann er zwei Kämpfe, traf aber dann auf Olympiasieger Müzahir Sille aus der Türkei und den ehemaligen Weltmeister Wladimir Staschkewitsch aus der UdSSR, gegen die er unterlag und auf einen guten 6. Platz kam.
1960 belegte Franz Schmitt bei der gesamtdeutschen Olympiaausscheidung im Leichtgewicht, griechisch-römischen Stil nur den 4. Platz und konnte somit nicht in Rom starten.
1964 wurde Franz Schmitt erneut für die gesamtdeutsche Olympiaausscheidung mit der DDR nominiert. Im Leichtgewicht lieferte er sich dabei drei harte Gefechte gegen Eckhard Schulz aus Rostock, gegen den er sich letztlich durchsetzen konnte. In Tokio kämpfte Franz Schmitt im olympischen Ringerturnier sehr gut, gewann zwei Kämpfe, scheiterte aber an Stevan Horvat aus Jugoslawien und Dawid Gwandseladse aus der UdSSR und belegte den 9. Platz.
1966 und 1967 erreichte Franz Schmitt mit jeweils einem 5. Platz im Leichtgewicht bei den Europameisterschaften in Essen bzw. Minsk seine besten Ergebnisse bei internationalen Meisterschaften. Für die Olympischen Spiele 1968 in Mexiko-Stadt konnte er sich nicht mehr qualifizieren. Er trat daraufhin vom internationalen Wettkampfgeschehen zurück, rang aber noch viele Jahre für den ASV Mainz 1888, zu dem er gewechselt war, in der obersten deutschen Ringerliga.
Mit dem SV „Einigkeit“ Aschaffenburg-Damm wurde er 1963 und 1964 und mit dem ASV Mainz 1888 im Jahre 1973 deutscher Mannschaftsmeister.

### Trainer
Nach Beendigung seiner Laufbahn als aktiver Ringer wurde Franz Schmitt Trainer im hessischen bzw. südwestdeutschen Raum. Zahlreiche Ringer verdanken ihm ihr Können und ihre Erfolge. Sein bekanntester Schüler war wohl der mehrfache Welt- und Europameister und olympischer Silbermedaillengewinner Rıfat Yıldız aus Aschaffenburg.

## Internationale Erfolge
(OS = Olympische Spiele, WM = Weltmeisterschaften, EM = Europameisterschaften, GR = griechisch-römischer Stil, F = Freistil, Fe = Federgewicht, Le = Leichtgewicht, damals bis 62 kg bzw. 68 kg Körpergewicht)
- 1958, 6. Platz, WM in Budapest, GR, Fe, mit Siegen über Klaus Kropka, DDR und Johann Marte, Österreich und Niederlagen gegen Müzahir Sille, Türkei und Wladimir Staschkewitsch, UdSSR;
- 1964, 9. Platz, OS in Tokio, GR, Le, mit Siegen über Wahidullah Said, Afghanistan und Franz Berger, Österreich und Niederlagen gegen Stevan Horvat, Jugoslawien und Dawid Gwandseladse, UdSSR;
- 1965, 11. Platz, WM in Helsingborg, GR, Le, mit einem Sieg über Guy Collignon, Frankreich, einem Unentschieden gegen Åge Barlie, Norwegen und einer Niederlage gegen Rasul Mirmalek, Iran;
- 1966, 5. Platz, EM in Essen, GR, Le, mit Siegen über Ion Gabor, Rumänien und Petros Galaktopoulos, Griechenland und Niederlagen gegen Åge Barlie und Antal Speer, Ungarn;
- 1967, 4. Platz, „Klippan“-Turnier, GR, Le, hinter Klaus Pohl, DDR, Martti Poikkala, Finnland und Hansen, Dänemark;
- 1967, 5. Platz, EM in Minsk, GR, Le, mit Siegen über Piero Bellotti, Italien und Jiři Sedlak, CSSR, einem Unentschieden gegen Branislav Martinović, Jugoslawien und einer Niederlage gegen Gennadi Sapunow, UdSSR;
- 1967, 13. Platz, WM in Bukarest, GR, Le, mit einem Sieg über Kurt Madsen, Dänemark und Niederlagen gegen Martti Poikkala und Ion Enache, Rumänien;
- 1968, 12. Platz, EM in Västerås, GR, Le, mit einem Sieg über Finlay Buchanan, Großbritannien und Niederlagen gegen Klaus Pohl und Ion Enache

## Länderkämpfe
- 1963, BRD gegen Bulgarien, GR, Le, Punktniederlage gegen Dimitrow,
- 1963, BRD gegen Schweden, GR, Le, Unentschieden gegen Andersson,
- 1963, BRD gegen Dänemark, GR, Le, Punktsieger über Erik Thomsen,
- 1964, BRD gegen Frankreich, GR, Le, Punktsieger über Daniel Robin,
- 1965, BRD gegen UdSSR, GR, Le, Punktniederlage gegen Markow

## Deutsche Meisterschaften
- 1957, 1. Platz, GR, Fe, vor Suha Karman, München-Neuaubing und Berni Bergmann, Aschaffenburg-Damm,
- 1958, 1. Platz, GR, Fe, vor Erwin Schuster, Faurndau und Berni Bergmann,
- 1958, 3. Platz, F, Le, hinter Gerhard Füglein, Nürnberg und Karl Scherm, München-Neuaubing,
- 1961, 1. Platz, GR, Le, vor Edmund Seger, Freiburg-St. Georgen und Harro Häßler, Tuttlingen,
- 1962, 2. Platz, GR, Le, hinter Gottlieb Neumair, München-Neuaubing und vor Edgar Kaufmann, Thaleischweiler,
- 1962, 1. Platz, F, Le, vor Horst Bergmann, Lichtenfels und Edmund Seger,
- 1963, 3. Platz, GR, le, hinter Klaus Rost, Witten-Annen und Gottlieb Neumair,
- 1964, 1. Platz, GR, Le, vor Klaus Rost und Karl-Heinz Schlopsnies, Witten,
- 1965, 1. Platz, GR, le, vor Klaus Rost und Edmund Seger,
- 1966, 2. Platz, GR, Le, hinter Klaus Rost und vor Gottfried Liebl, SC Armin München,
- 1967, 2. Platz, GR, Le, hinter Klaus Rost und vor Jürgen Magin, Friesenheim,
- 1967, 3. Platz, F, Le, hinter Helmut Vogl, Freising und Günter Niedermaier, Hallbergmoos,
- 1968, 1. Platz, GR, Le, vor Klaus Rost und Manfred Schöndorfer, Bad Reichenhall,
- 1968, 3. Platz, F, Le, hinter Klaus Rost und Helmut Hölker, Dortmund